# Яновчика-2 тема
Тема Яновчика-2 — тема в шаховій композиції. Суть теми — вираження теми Яновчика-1 при умові оголошення тематичного батарейного мату зі зв'язкою фігури, яка відкривається батареєю.

## Історія
Цю ідею запропонував румунський шаховий композитор Анатолій Яновчик (17.02.1897 — 20.06.1986). Він був засновником румунського шахового журналу «Revista Romana de Sah» і журналу шахових задач «Buletin Problemistic»
В задачі після вступного ходу тематична біла фігура є зав'язана чорною фігурою, яка перебуває у пів-зв'язці. В наступній грі чорної пів-зв'язки (в тому числі й неповної) зв'язується чорна фігура, яка тримає у зв'язці тематичну білу фігуру і перекривається інша фігура, яка була включена на тематичну лінію, по якій буде оголошено мат від зв'язаної білої фігури, і яка відкривається батареєю.
Оскільки є ще одна ідея, яка носить ім'я Анатолія Яновчика, ця ідея дістала назву — тема Яновчика-2.